# Burggrafenweg
Der Burggrafenweg (FAV 036) ist ein Fernwanderweg von Fürth nach Ipsheim in Mittelfranken. Er ist 52 km lang und führt durch das Rangau und die Frankenhöhe. Die zweite Hälfte des Weges liegt im Naturpark Frankenhöhe. 
Markiert wird der Verlauf mit dem Wegzeichen „rotes Schrägkreuz auf weißem Grund“.
Der Wanderweg startet in Fürth und führt ins westlicher Richtung durch den Fürther Stadtwald an Banderbach vorbei nach Cadolzburg. Bei Wilhermsdorf wird der Zenn-Grund durchquert und im Naturpark Frankenhöher geht es weiter nach Markt Erlbach. Durch den Wald geht es nach Wilhelmsgreuth und zu den Weinbergen bei Burg Hoheneck oberhalb des Zielorts Ipsheim.

## Streckenverlauf
- Fürth (Bahnhof)
- Banderbach
- Cadolzburg (Burg Cadolzburg, Bahnhof)
- Wilhermsdorf (Zenn, Bahnhof)
- Markt Erlbach (Naturpark Frankenhöhe, Bahnhof)
- Burg Hoheneck (Weinberge)
- Ipsheim (Bahnhof)